# Feria del libro anarquista

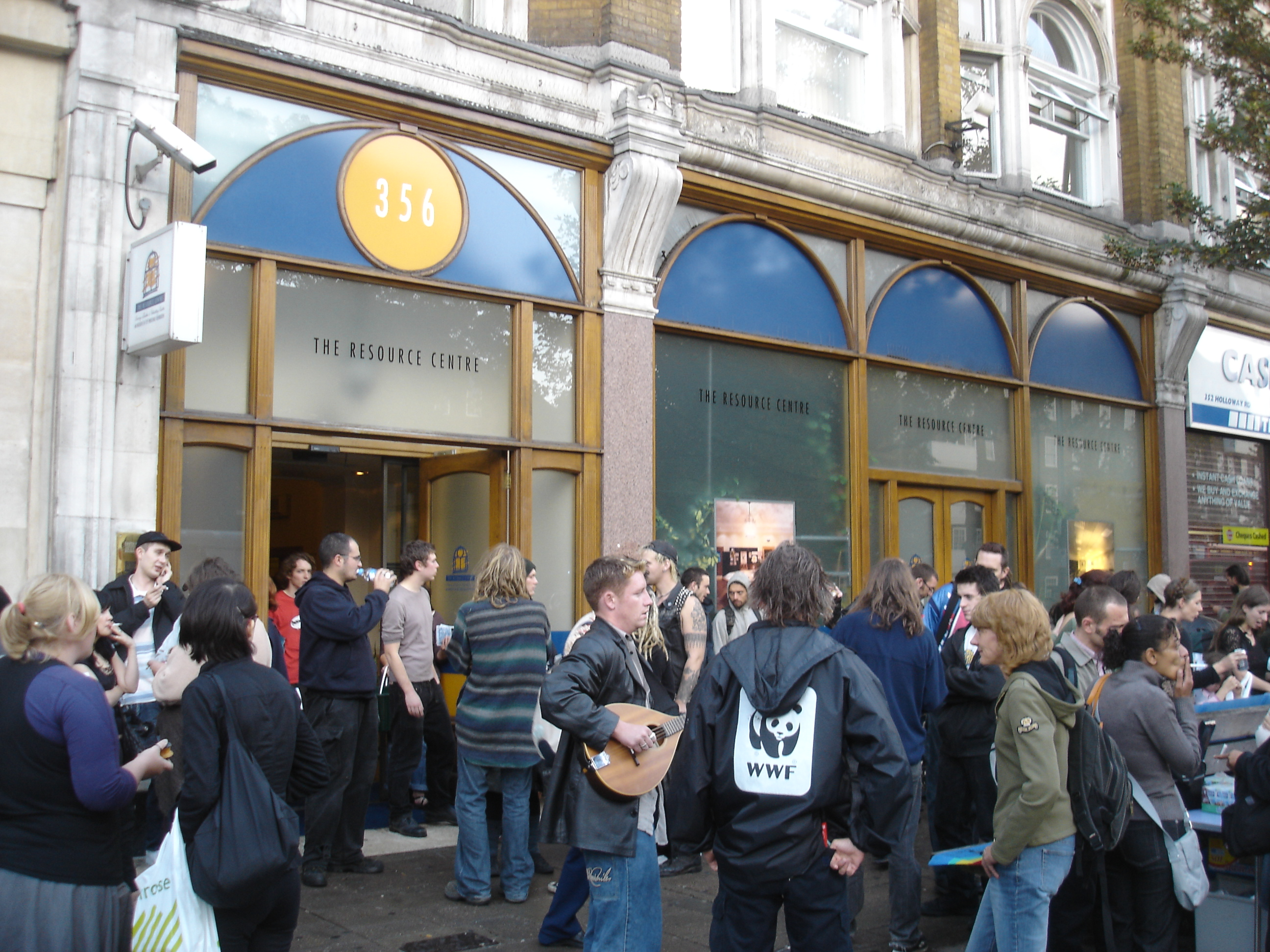
Feria del Libro Anarquista de Londres.

Las ferias del libro anarquista o encuentros del libro anarquista son eventos literarios anuales en que se exponen y venden libros y colecciones literarias de contenido anarquista o afín. Son organizados por casas editoriales, librerías, imprentas o comisiones que se especializan o tienen algún interés marcado en la difusión del anarquismo.
La primera Feria del Libro Anarquista se realizó en Londres en 1983, y desde esa fecha se convirtió en un evento anual en la escena anarquista del Reino Unido. Ferias emulando la actividad londinense se han realizado en Montreal, Barcelona, New York, Área de la Bahía de San Francisco, Santiago de Chile, Sídney, Florencia, Ciudad de México, Madrid, entre otras ciudades. Son independientes unas de otras.